# Biblioteka Publiczna w Dzielnicy Bemowo m.st. Warszawy

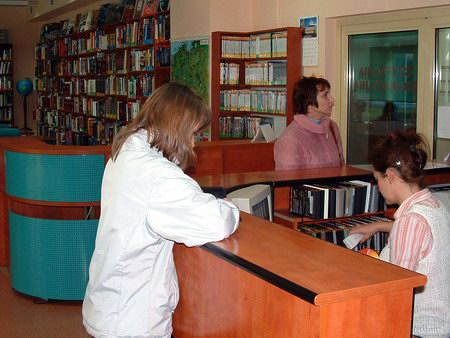
Jedna z wypożyczalni w Bibliotece

Biblioteka Publiczna w Dzielnicy Bemowo m.st. Warszawy – biblioteka miejska, instytucja kultury posiadającą osobowość prawną.

## Struktura
W skład biblioteki wchodzą:
- Czytelnia nr XVII
- Czytelnia Naukowa nr VIII
- Wypożyczalnia dla Dzieci i Młodzieży nr 29
- Wypożyczalnia dla Dorosłych i Młodzieży nr 38
- Wypożyczalnia dla Dorosłych i Młodzieży nr 113
- Wypożyczalnia dla Dorosłych i Młodzieży nr 114
- Wypożyczalnia dla Dorosłych i Młodzieży nr 119
- Punkt Biblioteczny nr 141 i Miejsce Aktywności Lokalnej Chrzanów
- Punkt Biblioteczny nr 142 i Miejsce Aktywności Lokalnej "Spotykalnia"
- Punkt Biblioteczny nr 143
- Dział Gromadzenia i Opracowania Zbiorów

## Zbiory

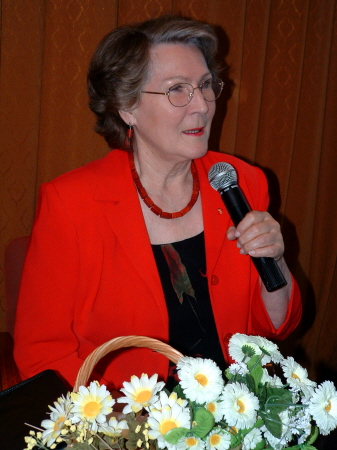
Irena Santor na spotkaniu z czytelnikami

Zbiory placówek Biblioteki liczą ponad 160 tys. woluminów książek oraz 202 tytuły czasopism. Posiada ona ponadto ponad 20000 egzemplarzy zbiorów specjalnych (książka mówiona, filmy, płyty muzyczne, bajki i słuchowiska dla dzieci, audiokursy, programy multimedialne). Zbiory te wypożyczane są nieodpłatnie. W placówkach Biblioteki (z wyjątkiem Wypożyczalni nr 114) możliwe jest także skorzystanie z nieodpłatnego dostępu do internetu.
Zbiory zgromadzone w czytelniach udostępniane są na miejscu wszystkim użytkownikom. Wypożyczanie książek, czasopism i innych materiałów bibliotecznych oraz ich udostępnianie na miejscu jest bezpłatne. 
Biblioteka nie ogranicza się do gromadzenia i udostępniania materiałów bibliotecznych, prowadzi także szeroką działalność kulturalną i edukacyjną. W bibliotece odbywają się liczne imprezy kulturalne oraz imprezy dla dzieci, m.in. teatrzyki, konkursy plastyczne oraz lekcje biblioteczne.

## Historia

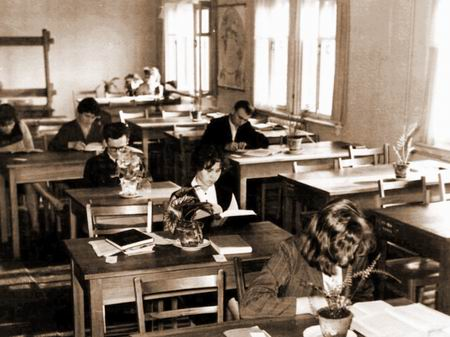
Czytelnia Naukowa

- 1956 -	Na osiedlu "Przyjaźń" przy ul. Konarskiego 6 powstała Czytelnia Naukowa. Była to pierwsza placówka na Bemowie wchodząca w skład warszawskiej sieci bibliotek publicznych.
- 1996 -	Po reformie podziału administracyjnego Warszawy utworzono Bibliotekę Publiczną Gminy Warszawa-Bemowo. W jej skład, oprócz VIII Czytelni Naukowej, weszły trzy wypożyczalnie dla dorosłych i młodzieży oraz wypożyczalnia dla dzieci i młodzieży.
- 2000 - Rozpoczęto katalogowanie zbiorów w programie komputerowym MAK. Biblioteka uzyskała lokal przy ul. Powstańców Śląskich 17, w którym - po generalnym remoncie - utworzono Czytelnię nr XVII składającą się z dwóch oddziałów: Czytelni Czasopism oraz Czytelni Edukacyjnej dla Dzieci i Młodzieży. Mieści się tu również Dyrekcja Biblioteki. W Czytelni odbywają się liczne imprezy kulturalne oraz prowadzone są lekcje biblioteczne dla uczniów bemowskich szkół.

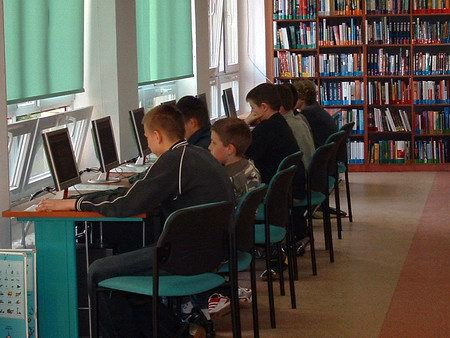
Internet dla czytelników

- 2001 - Udostępniono stanowiska internetowe dla czytelników w Czytelni nr XVII. Uruchomiono stronę internetową Biblioteki.
- 2002 - We wszystkich placówkach Biblioteki udostępniono katalogi komputerowe. Po kolejnej reformie ustroju Warszawy Biblioteka nosiła nazwę: Biblioteka Publiczna Dzielnicy Bemowo m. st. Warszawy.
- 2003 - Możliwość dostępu do internetu uzyskali czytelnicy odwiedzający VIII Czytelnię Naukową oraz wypożyczalnie mieszczące się w budynku przy ul. Konarskiego 6. W grudniu Czytelnia nr XVII rozpoczęła pracę w Systemie Bibliotecznym MATEUSZ.
- 2004 - W lipcu Rada m. st. Warszawy nadała Bibliotece nowy statut, m.in. zmieniający jej nazwę, która obecnie brzmi następująco: Biblioteka Publiczna w Dzielnicy Bemowo m. st. Warszawy. Do sierpnia wdrożono System MATEUSZ we wszystkich placówkach Biblioteki. W katalogach internetowych pojawiła się informacja o dostępności poszczególnych pozycji, funkcja zdalnej rezerwacji pozycji wypożyczonych przez innych czytelników, informacja o stanie konta czytelnika oraz możliwość prolongowania terminu zwrotu. System Biblioteczny MATEUSZ został wyposażony w unikalną funkcję obsługi konta czytelnika poprzez telefon komórkowy (technologia SMS), która umożliwia sprawdzenie stanu konta, usunięcie lub przedłużenie rezerwacji, prolongowanie terminu zwrotu, otrzymywanie powiadomień o zwrocie zarezerwowanej pozycji oraz możliwość zablokowania zagubionej karty bibliotecznej. Uruchomiono też system komunikowania się z czytelnikami poprzez generowane automatycznie wiadomości e-mail.

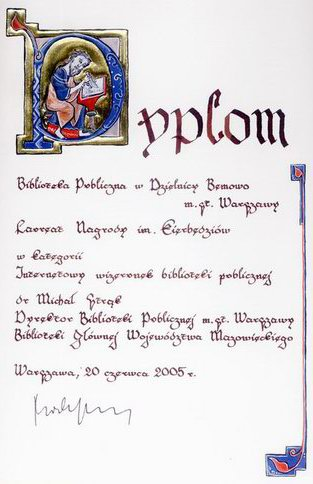
Nagroda im. Kierbedziów

- 2005 - Utworzono Dział Gromadzenia i Opracowania Zbiorów oraz wprowadzono dwuzmianowy system pracy w wypożyczalniach, co umożliwiło wydłużenie czasu ich otwarcia. Wprowadzono możliwość zamawiania (w nocy i w dni wolne od pracy) przez stronę internetową pozycji znajdujących się aktualnie w zbiorach. Biblioteka została uhonorowana Nagrodą im. Kierbedziów w kategorii "Internetowy wizerunek biblioteki publicznej".
- 2007 - W lutym Wypożyczalnia nr 113 przeniosła się do nowego, przestronnego lokalu w siedzibie Ośrodka Kultury Spółdzielni Mieszkaniowej Wola przy ul. Powstańców Śląskich 108a. Dnia 9 maja nastąpiło uroczyste otwarcie Wypożyczalni nr 119 w lokalu przy ul. Pełczyńskiego 28 c. Rozpoczęto katalogowanie zbiorów w programie KASIA, stanowiącym część Systemu Bibliotecznego MATEUSZ.
- 2010 - Wdrożono obsługę kart pracujących w technologii MIFARE. Jako kartę biblioteczną można zarejestrować w systemie:
  - Warszawską Kartę Miejską,
  - Elektroniczną Legitymację Studencką,
  - Elektroniczną Legitymację Uczniowską

Kolejnym ważnym wydarzeniem było uruchomienie serwera Z39.50 będącego lustrem NUKAT dla kartoteki haseł wzorcowym, stało to się możliwe dzięki umowie podpisanej z NUKAT